# رضوان عجم
رضوان عجم (انگلیسی: Radwan Ajam؛ زادهٔ ۱۹۶۵) بازیکن فوتبال اهل سوریه بود.
وی همچنین در تیم ملی فوتبال سوریه بازی کرده‌است.